# 1949年朝鮮民主主義人民共和國地方選舉
朝鮮民主主義人民共和國首屆地方選舉是1949年在朝鲜的选举，选举分階段舉行，全國選民在3月30日選出689名道和5164名市或郡的「人民代表」；隨後鎮級選舉在11月24日至25日舉行，決出13354個「人民代表」；至於邑、面、洞和里的選舉則在12月2日舉行，選出56112名「人民代表」。是屆投票率和參選人當選率均達100%。

## 資料來源
1. 1 2 3 4  East Gate Book (2003) North Korea Handbook: Yonhap News Agency Seoul, p126 ISBN 0765610043